# Ramphotrigon megacephalum
Ramphotrigon megacephalum là một loài chim trong họ Tyrannidae.